# Сисулу, Линдиве
Линдиве Сисулу (англ. Lindiwe Sisulu; род. 10 мая 1954, Йоханнесбург, Трансвааль) — государственный и политический деятель Южно-Африканской Республики, министр по населённым пунктам с 26 мая 2014 по 26 февраля 2018 года.

## Биография
Родилась 10 мая 1954 года в Йоханнесбурге в семье местных лидеров АНК — Уолтера Сисулу и Альбертины Сисулу. С 1975 года занялась деятельностью против режима апартеида, подвергалась преследованию со стороны южноафриканских властей. В 1977 году вступила в Умконто ве сизве, вооружённое крыло АНК, где занималась разведкой. В 1994 году после падения режима апартеида Линдиве начала продвигаться по карьерной лестнице: с 2001 по 2004 год — министр разведки, с 2004 по 2009 год — министр по населённым пунктам, с 2009 по 2012 год — министр обороны и ветеранов войны, с 2012 по 2014 год — министр государственной службы и управления, а с 26 мая 2014 по 26 февраля 2018 года вновь была министром по населённым пунктам, с 27 февраля 2018 по 29 мая 2019 года — министр международных отношений и сотрудничества, с 30 мая 2019 по 5 августа 2021 года — министр населённых пунктов, водоснабжения и санитарии, с 5 августа 2021 по 6 марта 2023 года — министр туризма.